# Église Saint-Pierre-ès-Liens de Cabans
Pour les articles homonymes, voir Église Saint-Pierre-ès-Liens.
L'église Saint-Pierre-ès-Liens est une église catholique située dans le hameau de Cabans, sur la commune du Buisson-de-Cadouin, en France.
Elle fait l'objet d'une protection au titre des monuments historiques.

## Localisation
Sur la rive gauche de la Dordogne, l'église Saint-Pierre-ès-Liens est située en Bergeracois, au sud du département de la Dordogne, dans le hameau de Cabans, à environ un kilomètre au nord-est du bourg du Buisson-de-Cadouin. Elle est entourée de son cimetière.

## Historique
Si l'église existait déjà au XIIe siècle, son architecture gothique remonte au XIVe siècle. Elle s'est agrandie au XVIe siècle avec l'adjonction de deux chapelles latérales.
C'était l'église paroissiale jusqu'en 1875, quand le village du Buisson a supplanté celui de Cabans, quelques années après la mise en service de la ligne ferroviaire de Périgueux à Agen et de la gare du Buisson.

## Protection
L'édifice est inscrit au titre des monuments historiques le 18 septembre 1970.

## Architecture
Comme la plupart des autres édifices religieux catholiques, l'église est orientée est-ouest. L'ouest est dominé par un clocher massif dans lequel s'ouvre un portail à trois voussures, avec une quatrième archivolte dans sa partie supérieure. Le clocher est épaulé par quatre contreforts dont celui à l'angle sud-ouest, plus important, est une tourelle d'escalier permettant d'accéder aux cloches.
À l'intérieur, sous le clocher se trouve le narthex avec au sud un petit baptistère avec sol en pisé. La nef comporte trois travées. Deux chapelles latérales, recouvertes partiellement de lauzes, composent un faux transept. Le chœur, surbaissé par rapport à la nef, se termine par un chevet plat.

## Galerie de photos

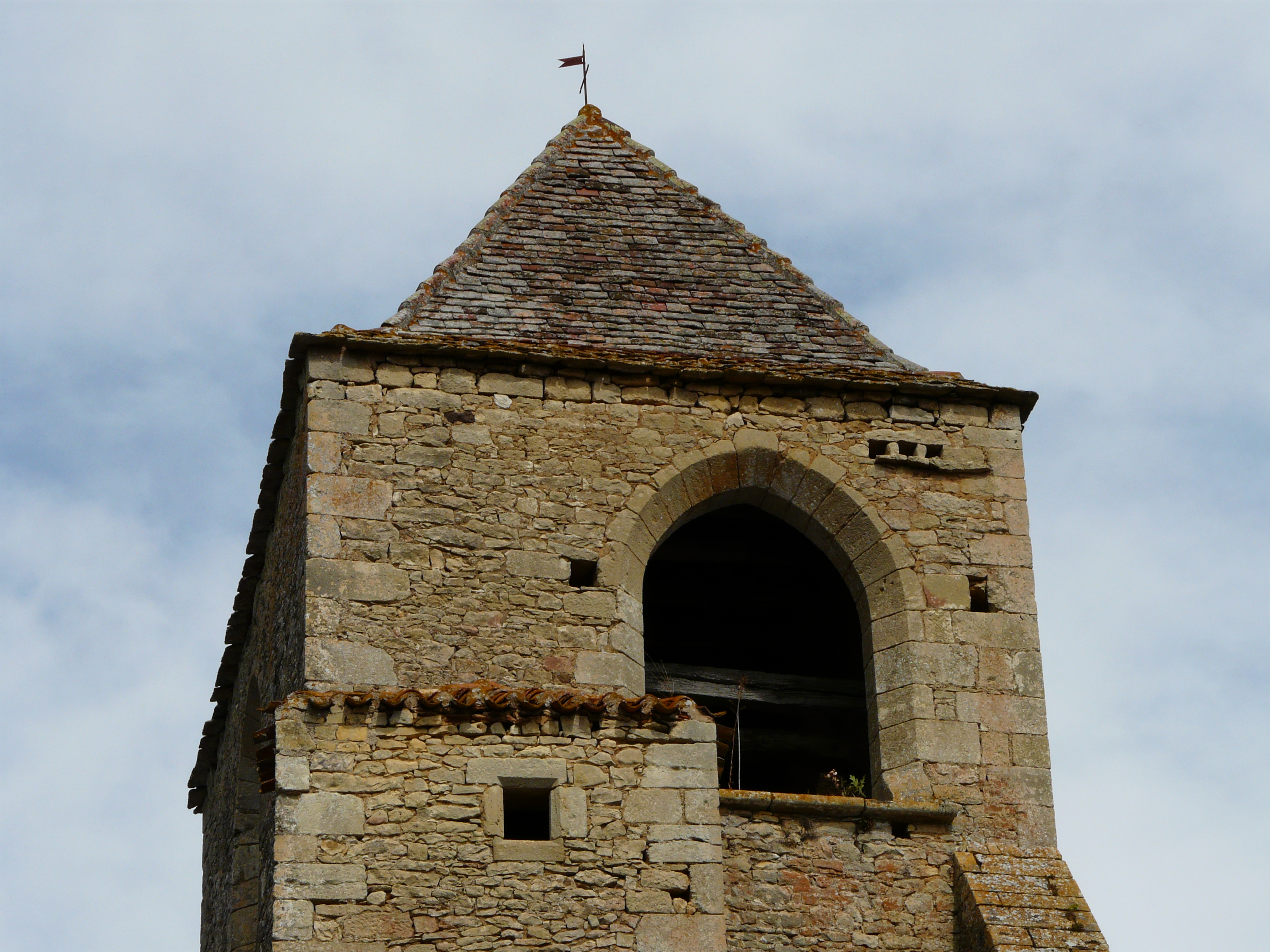
Le clocher.
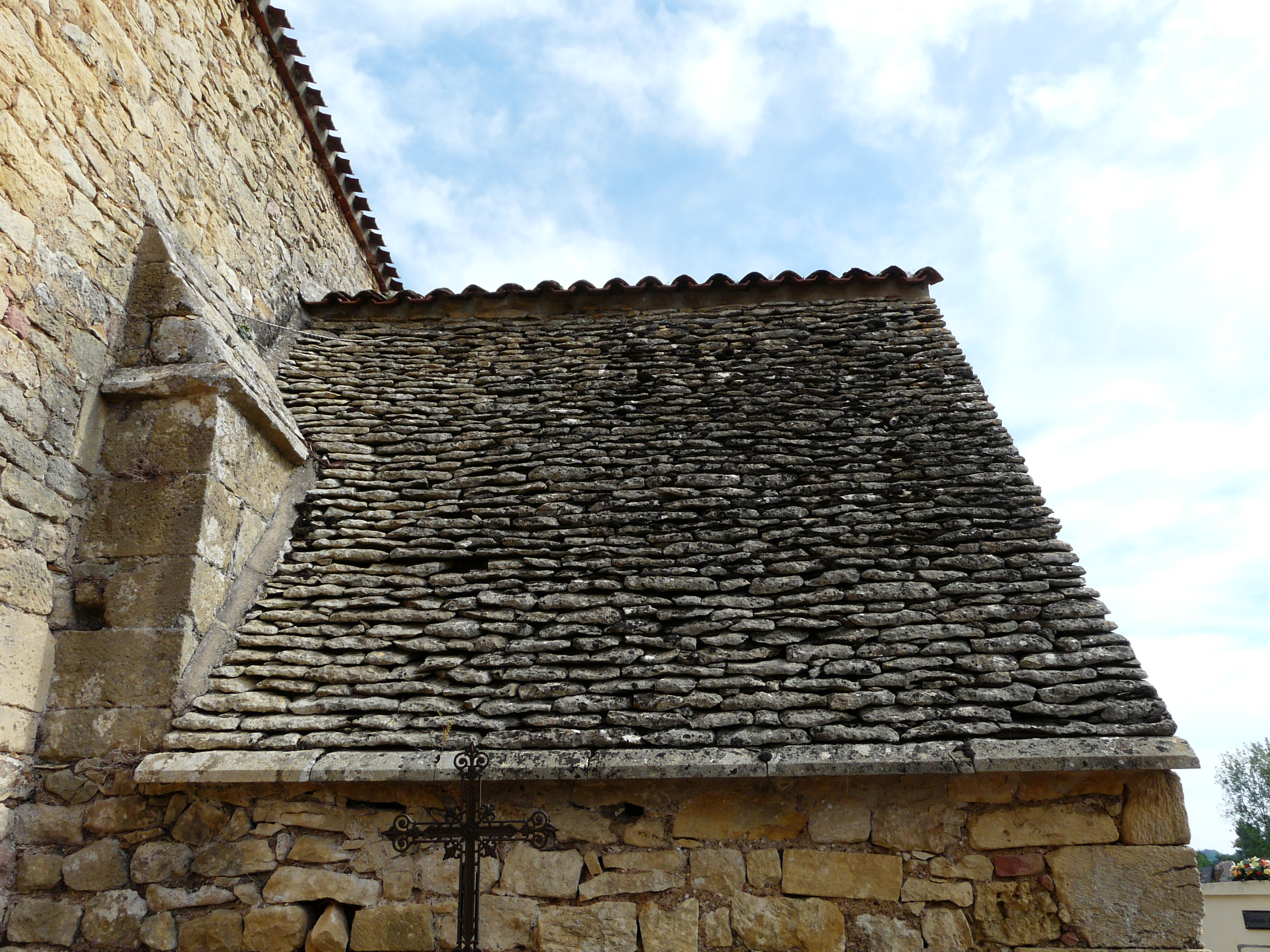
Toit en lauzes de la chapelle sud.
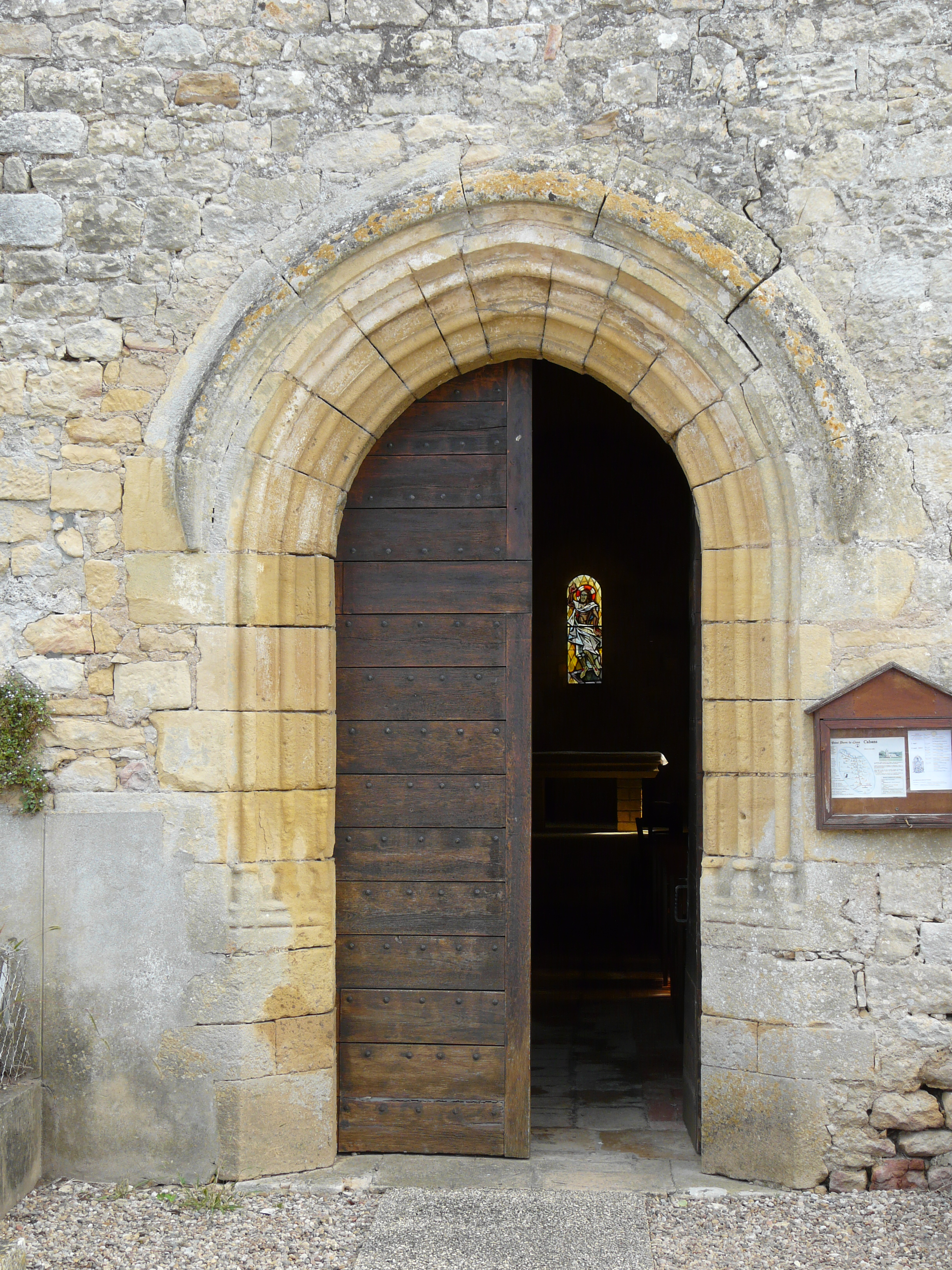
Le portail.
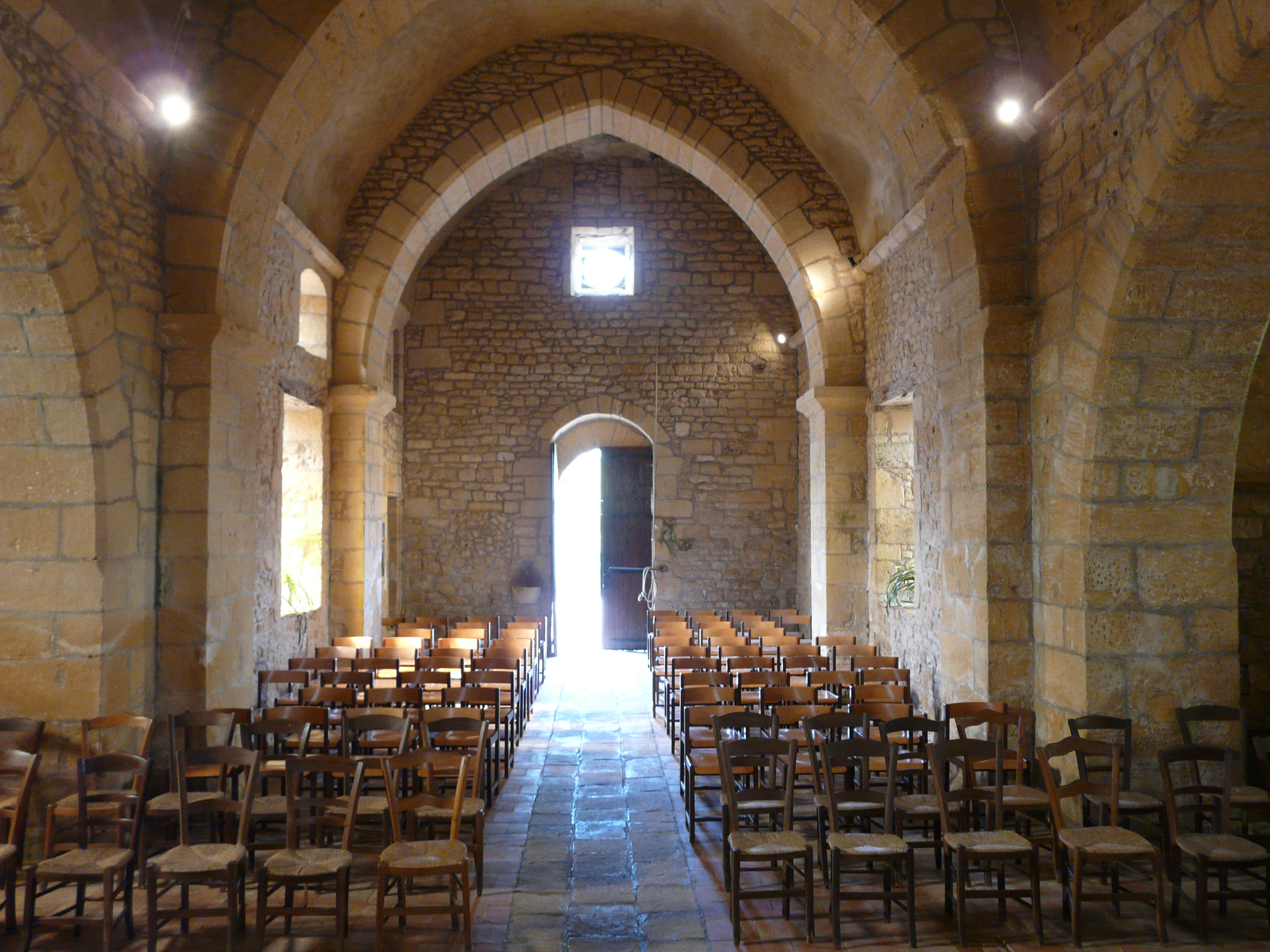
La nef.
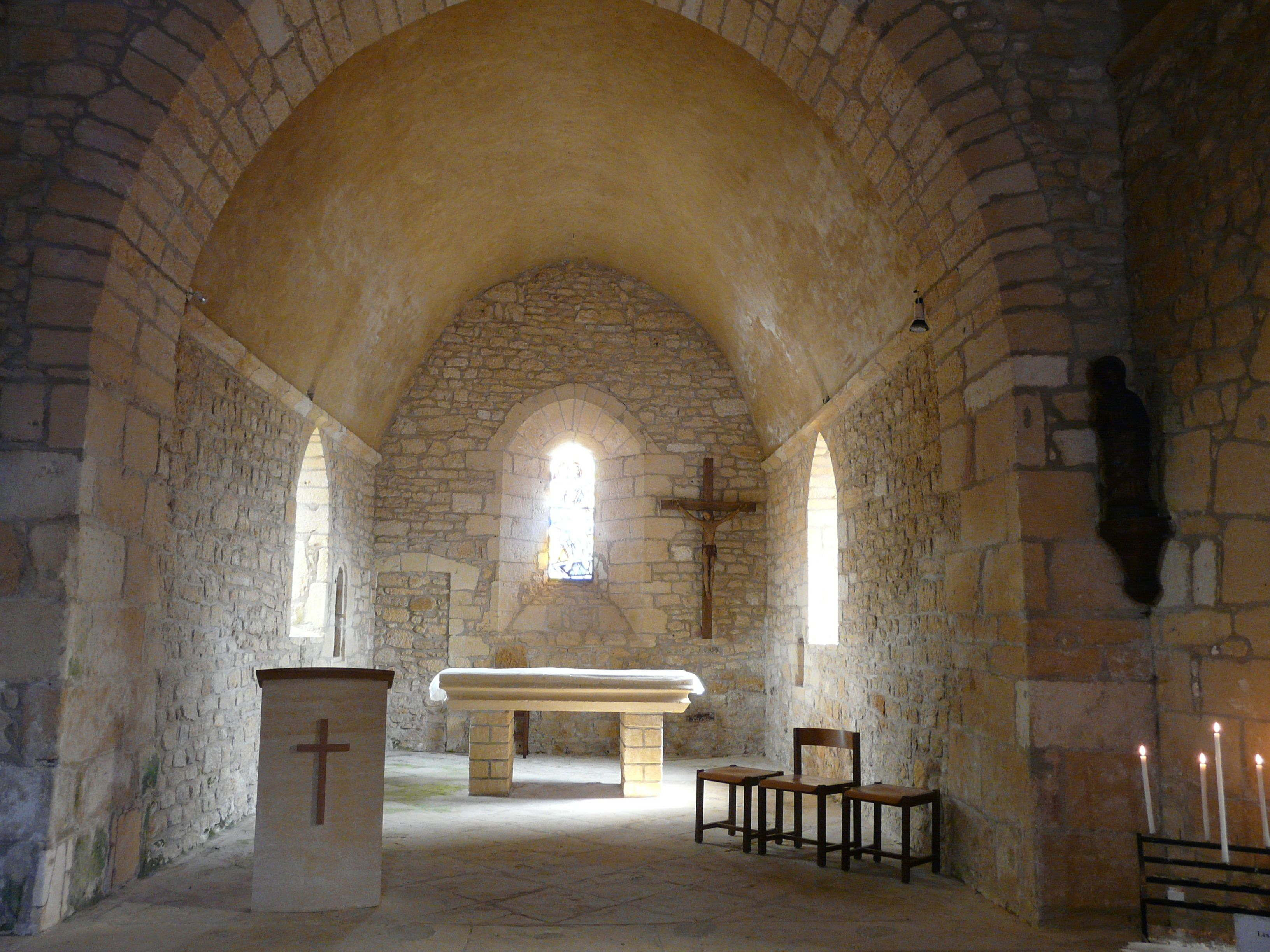
Le chœur.